# Стрелці (Марковці)
Стрелці (словен. Strelci) — поселення в общині Марковці, Подравський регіон‎, Словенія.